# KBO 리그 2차 드래프트
KBO 리그 2차 드래프트는 KBO에서 주최하는 2년마다 개최하는 행사로 KBO 리그 선수가 될 수 있는 방법 중 하나이다. 룰5 드래프트라고도 불린다. 제 9구단 NC 다이노스의 창단으로 인하여 새로운 선수 수급 방법을 모색한 결과 1차 드래프트 (신인 지명 회의)와 FA 영입 방법 외의 또 다른 방법으로 이 방법이 채택되어 2011년 시즌 후 처음 실시 하였다. 1차 드래프트가 순수한 고졸, 대졸 신인 선수들로만 이루어진다면 2차 드래프트는 기존 프로야구 구단에 소속된 선수들로 구성된다는 점이 다르다. 2020년 2차 드래프트 이후 폐지됐다가 4년만에 부활했다.

## 선수 선발 방법
2년단위로 11월 말에 개최한다. 각 구단은 외국인선수와 FA 신청선수 1~2년차 선수를 제외한 35명의 보호선수를 2차 드래프트 시행 10일전까지 확정해 KBO에 통보한다. 명단은 시행 당일 공개되며 선수에 대한 양도금은 1라운드 선수가 3억, 2라운드 2억, 3라운드부터는 1억원이다. 1군 로스터에 반드시 올려야 한다는 조항이 없다는 것이 메이저 리그 룰5 드래프트와 다른 점이다.

## 역대 드래프트
| 연도 | 첫 지명선수          | 마지막 지명선수       |
| ---- | -------------------- | --------------------- |
| 2012 | 조평호 (넥센 -> NC)  | 문수호 (삼성 -> NC)   |
| 2014 | 김주원 (SK -> kt)    | 신용승 (삼성 -> kt)   |
| 2016 | 이진영 (LG -> kt)    | 정재훈 (롯데 -> 두산) |
| 2018 | 조현우 (롯데 -> kt)  | 유민상 (kt -> KIA)    |
| 2020 | 최민재 (SK -> 롯데)  | 정수민 (NC -> SK)     |
| 2024 | 최주환 (SSG -> 키움) | 김강민 (SSG -> 한화)  |
| 2026 |                      |                       |

## 같이 보기
- KBO 리그 신인 드래프트
- 해외진출선수 특별지명회의